# Sandra Honoré
Sandra Honoré (geb. 1955 in Tunapuna, Trinidad und Tobago) ist eine trinidadische Diplomatin. Sie war von 2013 bis 2017 Sonderbeauftragte und Leiterin der UN-Stabilisierungsmission (MINUSTAH) in Haiti.

## Herkunft und Ausbildung
Sandra Honoré wurde 1955 in Tunapuna im Norden der Insel Trinidad geboren. Sie absolvierte ein Studium moderner Sprachen an der Universität der Franche-Comté in Besançon und der Universität Bordeaux und erwarb Diplome für Internationale Beziehungen an der University of the West Indies (Trinidad und Tobago) und Conference Interpretation an der Polytechnic of Central London.

## Karriere
Sandra Honoré war für die Regierung von Trinidad und Tobago im Auswärtigen Dienst in vielen Funktionen tätig. Sie war Sonderassistentin des Leiters der OAS-Wahlbeobachtungsmission in Haiti von 1995 bis 1996. Sie war unter anderem an den Botschaften ihres Landes in Brasilien (1983–1988) und in den USA (1997–2000) tätig. Von 2000 bis 2005 war sie Stabschefin des stellvertretenden Generalsekretärs der OAS, 2005 wurde sie Direktorin der Karibische Gemeinschaft (CARICOM) und der Abteilung für Karibische Angelegenheiten, 2007 Protokollchefin des Außenministeriums. Am 31. Mai 2013 wurde sie von UN-Generalsekretär Ban Ki-moon als Nachfolgerin des Chilenen Mariano Fernández Amunátegui zur Sonderbeauftragten der UN-Mission MINUSTAH in Haiti und hatte diese Position bis zum Ende der Mission 2017 inne. Bis August 2021 war sie Botschafterin in Costa Rica, mit gleichzeitiger Akkreditierung in Guatemala und Panama.

## Privates
Sandra Honoré ist verheiratet und hat ein Kind.